# Tomosvaryella insulicola
Tomosvaryella insulicola är en tvåvingeart som beskrevs av De Meyer 1993. Tomosvaryella insulicola ingår i släktet Tomosvaryella och familjen ögonflugor. Inga underarter finns listade i Catalogue of Life.